# Imagine: John Lennon (álbum)
Imagine: John Lennon es la banda sonora compuesta por John Lennon para el documental de 1988 Imagine: John Lennon. Publicado originalmente como doble disco, se editaría posteriormente en un único CD.
El álbum une las dos fases musicales de Lennon: su etapa con The Beatles y su carrera musical en solitario, dando lugar a un dilatado álbum que resume sus mayores éxitos. De forma adicional, se incluyeron en el álbum grabaciones inéditas: una versión demo acústica de "Real Love", grabada en 1979 (una versión alternativa del tema sería grabado por el resto de The Beatles para el proyecto Anthology) y un ensayo de "Imagine" a mediados de 1971 antes de que se registrara la toma maestra.
Imagine: John Lennon fue bien recibido por la crítica musical, alcanzando el puesto #31 en las listas de Billboard y siendo certificado como disco de oro. En el Reino Unido, el álbum llegaría al puesto #64.
Fue lanzada a los 8 años del Asesinato de John Lennon

## Lista de canciones
Todas las canciones compuestas por John Lennon excepto donde se anota.
1.- "Real Love" - 2:48
2.- "Twist and Shout" (Medley-Russell) - 2:33
3.- "Help!" (Lennon-McCartney) - 2:18
4.- "In My Life" (Lennon-McCartney) - 2:25
5.- "Strawberry Fields Forever" (Lennon-McCartney) - 4:07
6.- "A Day in the Life" (Lennon-McCartney) - 5:06
7.- "Revolution" (Lennon-McCartney) - 3:24
8.- "The Ballad of John and Yoko" (Lennon-McCartney) - 2:58
9.- "Julia" (Lennon-McCartney) - 2:54
10.- "Don't Let Me Down" (Lennon-McCartney) - 3:34
11.- "Give Peace A Chance" - 4:53
12.- "How?" - 3:41
13.- "Imagine (Rehearsal)" - 1:25
14.- "God" - 4:09
15.- "Mother" - 4:45
16.- "Stand by Me" (King-Leiber y Stoller) - 3:28
17.- "Jealous Guy" - 4:14
18.- "Woman" - 3:33
19.- "Beautiful Boy (Darling Boy)" - 4:05
20.- "(Just Like) Starting Over" - 3:59
21.- "Imagine" - 3:02